# Mark Burke
Mark Burke (sinh ngày 12 tháng 2 năm 1969) là một cầu thủ bóng đá người Anh.

## Sự nghiệp câu lạc bộ
Mark Burke đã từng chơi cho Omiya Ardija.

## Thống kê câu lạc bộ

### J.League
| Đội          | Năm       | J.League | J.League | J.League Cup | J.League Cup | Tổng cộng | Tổng cộng |
| Đội          | Năm       | Trận     | Bàn      | Trận         | Bàn          | Trận      | Bàn       |
| ------------ | --------- | -------- | -------- | ------------ | ------------ | --------- | --------- |
| Omiya Ardija | 1999      | 20       | 5        | 0            | 0            | 20        | 5         |
| Omiya Ardija | 2000      | 31       | 4        | 2            | 0            | 33        | 4         |
| Tổng cộng    | Tổng cộng | 51       | 9        | 2            | 0            | 61        | 9         |